# Пьюми, Жан-Клод
Жан-Клод Пьюми (фр. Jean-Claude Piumi; 27 мая 1940, Жиромон — 24 марта 1996, Фрежюс) — французский футболист, игравший на позиции защитника. Выступал за клубы «Валансьен» и «Монако». Участник чемпионата мира 1966 года в составе национальной сборной Франции.

## Клубная карьера
Жан-Клод Пьюми, сын итальянских иммигрантов, родился и вырос в Жиромоне, где и играл за одноимённый клуб. В 1959 году перешёл в «Валансьен» вместе со своим одноклубником Сержем Маснагетти. Пьюми в основном играл на позиции центрального или крайнего защитника, быстро превратился в игрока стартового состава и сформировал оборонительный дуэт с Жозефом Боннелем. Под руководством тренера Робера Домерга «Валансьен» выступал в высшем дивизионе Франции и стабильно входил в топ-10 турнирной таблицы, дважды (1965 и 1966 годы) заняв третье место в лиге. Лишь в сезоне 1961/1962 Пьюми выступал в Лиге 2, но был настолько убедителен, что его вызвали в национальную сборную.
Дважды он также довольно далеко продвинулся с «Валансьеном» в кубке Франции, однако не сумел завоевать трофеи с командой. В полуфинале сезона 1963/1964 «Олимпик Лион» не позволил им выйти в финал после того, как команда Пьюми ранее выбила «Сент-Этьен», «Нанси» и «Руан». А в сезоне 1969/1970 только «Нант» снова в полуфинале остановил победный путь «Валансьена». В 1970 году Жан-Клод Пьюми совершил единственный трансфер в профессиональной карьере: он перешёл в «Монако», решив добровольно пойти на понижение в классе и став игроком Лиги 2. Всего год спустя он вернулся в футбольный высший дивизион вместе с «монегасками» и вышел в четвертьфинал кубка Франции. Когда в 1972 году «Монако» снова пришлось покинуть первый дивизион, Пьюми остался на Лазурном берегу и завершил профессиональную карьеру, отыграв ещё сезон в любительском клубе «Рафаэлуа».

## Карьера в сборной
5 мая 1962 года дебютировал в официальных матчах в составе национальной сборной Франции в товарищеском матче против Италии (1:2), в котором сразу отметился забитым ударом с левой ноги мячом. Несмотря на поражение, сын итальянских иммигрантов считал участие в матче и особенно забитый гол важным моментом своей карьеры.
В составе сборной был участником чемпионата мира 1966 года в Англии. Команда не сумела выйти из группы, а сам Пьюми так и не вышел на поле. Лишь в 1967 году тренер сборной Жюст Фонтен вернул его в сборную на две игры. В течение карьеры в национальной команде, которая длилась 6 лет, провёл в форме главной команды страны 4 матча, забив 1 гол.

## Тренерская карьера
После игровой карьеры Пьюми завершил тренерскую подготовку и работал на этой должности в любительском клубе «Мант» с 1973 по 1977 год. С этой командой пятого дивизиона ему неожиданно удалось выйти в 1/32 финала национального кубка сезона 1976/1977. В 1996 году Жан-Клод Пьюми умер во Фрежюсе в возрасте всего 55 лет после продолжительной болезни.